# Abraham Cahan

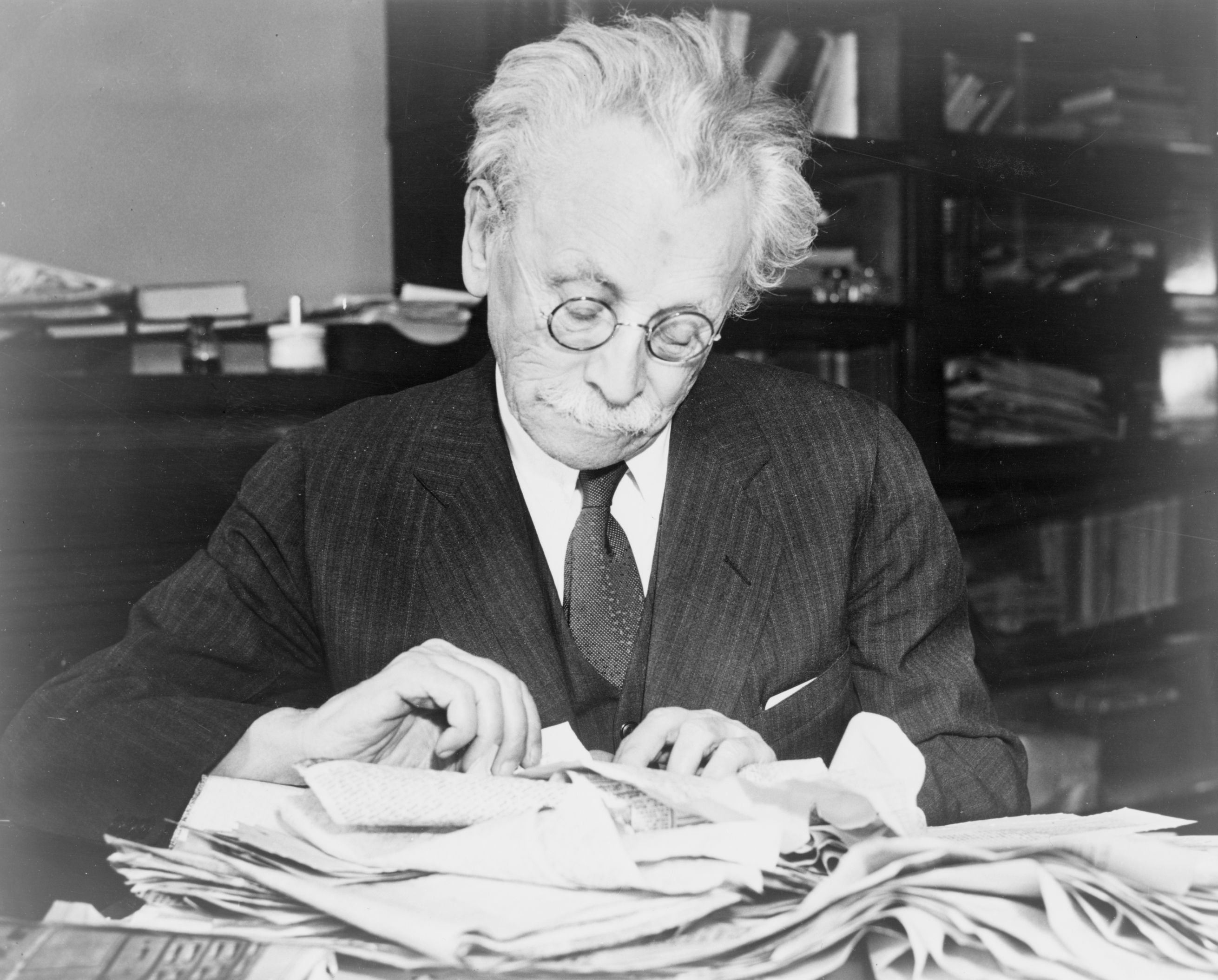
Abraham Cahan (1937)

Abraham Cahan (geboren am 7. Juli 1860 in Paberžė, heute im Rajongemeinde Vilnius; gestorben am 31. August 1951 in New York City) war ein amerikanischer Journalist, Publizist und Schriftsteller. Er schrieb seine Werke teils auf Jiddisch, teils auf Englisch.

## Leben
In Litauen beteiligte er sich in seiner Studienzeit an antizaristischen Aktivitäten und floh aus Furcht vor der Verhaftung 1882 in die USA. Dort betätigte er sich bald als Journalist und schrieb Artikel für die jüdische Arbeiter Zeitung. 1896 wurde er mit dem auf Englisch verfassten Roman Yekl: A Tale of the New York Ghetto (1896) berühmt, der die Situation der jüdischen Einwanderer in den USA in dokumentarisch-naturalistischer Weise thematisierte. Als Buchvorlage für den Film Hester Street fand Yekl 1975 neue Beachtung. 1917 griff Cahan das Thema wieder in The Rise of David Levinsky auf, der heute als einer der bedeutendsten Romane über die Erfahrung der Einwanderer in den USA gilt.
Am 22. April 1897 gründete er die jiddischsprachige Tageszeitung Vorwärts (engl. The Forward), das zu seinen Hochzeiten eine Auflage von einer Viertelmillion Exemplaren erreichte und so zur größten nicht englischsprachigen Zeitung der USA wurde; das Blatt erscheint noch heute auf Jiddisch und Englisch (seit 2019 ausschließlich elektronisch).
1926 bis 1931 veröffentlichte Cahan die fünfbändige Autobiografie Bleter fun mein Leben.

## Sekundärliteratur
- Sanford E. Marovitz und Lewis Fried: Abraham Cahan (1860–1951). An Annotated Bibliography. In: American Literary Realism, 1870–1910, Bd. 3, 1970, S. 197–243
- Jules Chametzky: From the Ghetto: The Fiction of Abraham Cahan. University of Massachusetts Press, Amherst 1977, ISBN 978-0-87023-225-1
- Julian Levinson: Forverts. In: Dan Diner (Hrsg.): Enzyklopädie jüdischer Geschichte und Kultur (EJGK). Band 2: Co–Ha. Metzler, Stuttgart/Weimar 2012, ISBN 978-3-476-02502-9, S. 359–361.
- Seth Lipsky: The Rise of Abraham Cahan. Schocken, New York 2013, ISBN 978-0-8052-4210-2
- Sanford E. Marovitz: Abraham Cahan. Twayne, New York 1996, ISBN 978-0-8057-3993-0 (=Twayne’s United States Authors Series, 670)
- Marianne Schüz: Zwischen Anklang und Anklage: Die Kurzgeschichten Abraham Cahans und Anzia Yezierskas 1890–1920. Peter Lang, Bern 1991, ISBN 978-3-631-43943-2
- Pascal Fischer: Yidishkeyt und Jewishness. Identität in jüdisch-amerikanischer Literatur unter besonderer Berücksichtigung der Sprache: Cahans “Yekl”, Lewisohns “The island within”, Roths “Call it sleep”, Malamuds “The assistant”. Winter, Heidelberg 2003, ISBN 3-8253-1567-3. Zugl.: Würzburg, Univ., Diss., 2003 (Vita S. 23 f.)
- Horst Immel: Literarische Gestaltungsvarianten des Einwandererromans in der amerikanischen und anglo-kanadischen Literatur. Grove, Cahan, Rölvaag, Henry Roth. Peter Lang, Bern 1987 (Mainzer Studien zur Amerikanistik, 21). Zugl.: Diss. phil., Universität Mainz 1986